# Frullania kunzei
Frullania kunzei là một loài Rêu trong họ Jubulaceae. Loài này được Lehm. & Lindenb. mô tả khoa học đầu tiên năm 1845.